# Normandiai Adéla
Normandiai Adéla (Normandia, 1062-1067 körül - Marcigny-sur-Loire,  1137. március 8.) Hódító Vilmos és Flandriai Matilda lánya, István angol király anyja.

## Élete
Normandiai Adéla a franciaországi Normandia tartományban, Hódító Vilmos és Flandriai Matilda leányaként, a Norman-dinasztia tagjaként született. Ő volt I. Henrik angol király kedvenc húga, Hódító Vilmos legfiatalabb gyermeke, aki a kor szokásaihoz képest rendkívül művelt asszony volt, és jól ismerte a latin nyelvet is.
Körülbelül 1080 és 1084 között nőül ment István Henrikhez, a blois-i gróf fiához. Férje 1089-ben megörökölte apjától Blois, Chartres és Meaux tartományokat. Tizenegy gyermekük született: Vilmos, Sully grófja; Odo; II. Theobald champagne-i gróf; Lithuise; István angol király; Lucia-Mahaut; Fülöp, Chalons-sur-Marne püspöke; Ágnes; Alíz; Eleonóra; Henrik; Winchester püspöke. 1102-ben a grófné megözvegyült.
Lucia lánya férjével együtt meghalt, amikor a Fehér Hajó 1120-ban elsüllyedt. Az áldozatok között volt I. Henrik király egyetlen fia, Vilmos Adelin herceg is, így Anglia trónörökös nélkül maradt. Emiatt trónviszály tört ki Normandiai Adél fia, István és I. Henrik leánya, az özvegy Matilda, német-római császárné között, mivel mindketten Hódító Vilmos unokái voltak, így jogot formáltak az angol trónra. 
Normandiai Adél negyedik fia, István angol király lett 1135-ben, miután nagybátyja, I. Henrik meghalt. István öt évig uralkodott. Normandiai Adél 1137. március 8-án halt meg a franciaországi Marcigny-sur-Loire-ban.